# Alto de Santa Helena
Alto de Santa Helena é um distrito do município brasileiro de Governador Valadares, no interior do estado de Minas Gerais. Segundo o censo demográfico de 2022, realizado pelo Instituto Brasileiro de Geografia e Estatística (IBGE), sua população era de 225 habitantes e havia 90 domicílios particulares permanentes ocupados. Possui área de 78,22 km² conforme a Fundação João Pinheiro (FJP). Foi criado pela lei nº 1.039 de 12 de dezembro de 1953, estando localizado no extremo leste do território municipal.
De acordo com o IBGE, em 2010 a população era de 286 habitantes e havia 158 domicílios particulares.